# Блэкуотер (приток Блэк-Форка)
Блэкуотер (англ. Blackwater River) — река на востоке штата Западная Виргиния, США. Правая составляющая реки Блэк-Форк, которая, в свою очередь, является одной из двух составляющих реки Чит. Длина реки составляет 55,2 км; площадь бассейна — около 368 км². Средний расход воды в районе города Дэвис составляет около 5 м³/с.
Берёт начало в районе горного хребта Канаан, на высоте 1095 м над уровнем моря и течёт в северном и северо-западном направлениях через долину Канаан. Поворачивает на юго-запад и течёт в этом направлении вплоть до своего устья. Ниже города Дэвис опускается в виде водопада Блэкуотер высотой 19 м и входит в каньон Блэкуотер длиной 13 км. Здесь река принимает приток Норт-Форк. Соединяется с рекой Драй-Форк у города Хендрикс, на высоте 515 м над уровнем моря, и образует реку Блэк-Форк. На всём своём течении протекает по территории округа Такер.